# فتح‌الله خان شیبانی
فتح‌الله خان شیبانی (۱۲۰۴– یکشنبه دهم اسفند ۱۲۶۹ خورشیدی، بیستم رجب 1308 قمری و اول مارس 1891 میلادی)، معروف به بونصر شیبانی، نویسنده و شاعر سبک خراسانی و عراقی سده سیزده خورشیدی و از منتقدان دوره قاجار است.

## زندگی
ابونصر فتح‌الله خان شیبانی کاشانی فرزند محمدکاظم خان است که شغل استیفا و وزارت و پیشکاری و داشته، پدربزرگش امیر محمدحسین خان شیبانی والی نامدار کاشان و قم و محلات در زمان زندیه  و او هم فرزند حاجی غیاث بیدگلی بوده است. فتح الله خان در سال ۱۲۰۴ خورشیدی (۱۲۴۱ ه. ق) در روستای کله از توابع بخش نیاسر به دنیا آمد. 
در جوانی به خدمت محمدشاه قاجار درآمد و پس از درگذشت او ندیم ناصرالدین شاه شد و قصایدی در مدح و ستایش او سرود. در سفری که مرادمیرزا حسام‌السلطنه به فتح هرات رفت، ملتزم رکابش بود و قصاید و مقالات فتح نامه را نوشت. بعد از اینکه قشون ایران مجبور به تخلیه هرات شد، بونصر شیبانی به بلخ رفت و مدتی سیاحت کرد و سپس به وطنش بازگشت و مدت ۲۴ سال اقامت داشت. پس از غارت اموالش به وسیله خانواده بنی خالد جهت دادخواهی به تهران آمد و چون کسی به فریادش نرسید شروع به انتقاد از اوضاع دربار قاجاری کرد. وی اولین شاعر انتقادی دوره قاجار است.
در اواخر عمر در تهران به سر می برد و در باغچه باصفائی در خیابان شیبانی (ژیان پناه کنونی) امیریه ساکن بود که به سبک خانقاه ساخته شده بود.  در اسفند ۱۲۶۹ خورشیدی (بیستم رجب ۱۳۰۸ ه. ق) بر اثر سکته در سن ۶۵ سالگی در تهران بدرود حیات گفت و در همان خانه به خاک سپرده شد. پرنس ارفع الدوله در همان محل برایش آرامگاهی ساخت و منتخبی از آثار او را در استانبول به چاپ رساند. 

### فرزندان
- نصرعلی خان
- جمیله
- حدیقه
- حمیده متخلص به شیبانیه
- نورعلی خان شیبانی (نصرت‌الممالک) متخلص به آذر (۱۳۵۴–۱۲۹۸ ه. ق)

### خاندان شیبانی
1. محمدحسین شیبانی (حاکم کاشان و قم)
2. علی محمدخان مجیرالدوله شیبانی (متوفی ۱۳۰۷ خورشیدی، نویسنده کتاب تاریخ شیبانی، المآثر و الآثار)
3. میرزا باقر مبین‌الدوله (نویسنده منتخب‌التواریخ مظفری)
4. محمدکاظم شیبانی (نویسنده کتاب قوانین‌السیاق)
5. منوچهر شیبانی شاعر، نقاش، نویسنده پژوهشگر برجسته  نوه او بوده است. ژ

میرزا محمدخان اقبال‌الدوله و غلامحسین صاحب اختیار خواهرزاده‌های وی بوده‌اند.

## آثار
فتح‌الله خان شیبانی از سخنوران خوش سخن و بلیغ بود که طبعی وقاد و توانا داشت و مانند شاعران سبک خراسانی شعر می‌گفت. وی در نثر و نظم هر دو چیره‌دست بود و سخن را استادانه بیان نموده است. آثار وی از این قرار است:
- بیانات شیبانی

در نظم و نثر که این کتاب به ناصرالدین شاه اهدا شده است. وی کتاب بیانات را به سبک مقامات حمیدی و حریری در دوازده مقامه تدوین نمودهاست. به قول او این کتاب مجموعه‌ای است از برگزیده‌ترین مطالب مندرج در سایر کتب او که اسامی یک یک آنها در مقدمه می‌آید. در بین این مقامات و اشعار، پاره‌ای از مطالب اخلاقی نیز مندرج است.
- دیوان اشعار

این اثر به مظفرالدین شاه اهدا شده است. این منتخب شامل برخی از غزلیات و قصایدی است که وی سروده است. شیبانی در سال (۱۲۹۸ ه. ق) زمانی که موفق به دیدار ولیعهد مظفرالدین شاه می‌گردد، مقرر می‌شود تا وی منتخبی از اشعارش را برای شاهزاده به تبریز بفرستد. وی نیز اشعاری را که از قبل برگزیده بود در سال (۱۳۰۰ ه. ق) به نزد ولیعهد می‌فرستد و پس از مدتی به چاپ می‌رسد.
- مقالات شیبانی

این کتاب شامل دو بخش به نثر و نظم نگاشته شده است. بخش اول شامل سه مقاله است، که بیشتر به شرح سفرهایش می‌پردازد، و بخش دوم نیز شامل اشعار شیبانی می‌باشد.
- گنج گُهر

وی این کتاب را به نام شاهزاده مسعود میرزا ظل‌السلطان فرزند ناصرالدین شاه قاجار می‌نگارد.
- فتح و ظفر

این کتاب به نظم و نثر نگاشته شده به سال (۱۳۰۴ ه. ق) می‌باشد. شیبانی این کتاب را به مظفرالدین شاه اهدا می‌نماید.
- کامرانیه

شیبانی این کتاب را به نام کامران میرزا نایب‌السلطنه می‌نگارد.
- مسعودنامه

شیبانی این کتاب را نیز به نام مسعود میرزا ظل‌السلطان می‌نگارد.
- درج درر

این کتاب نیز در مدح مظفرالدین شاه سروده شده است.
- یوسفیه

شیبانی این کتاب را در مدح میرزا یوسف مستوفی‌الممالک نگاشته است.
- فواکةالسحر

موضوع این کتاب در فن بدیع است.
- زبدة الآثار یا زبدة الاسرار

این کتاب شرح سفر ناصرالدین شاه به مازندران می‌باشد.
- نصایح منظومه
- خطاب فرخ
- جواهر مخزون
- شرف‌الملوک
- تنگ شکر
- لآلی مکنون
- عروض
- مقالات سه‌گانه

## در آثار دیگران
- رضاقلی‌خان هدایت در مجمع‌الفصحا فتح‌الله خان شیبانی را چنین معرفی می‌کند:[۶]

و هو فَخرالنُجباء و الاُدباء ابونَصر فتح‌الله خان بن محمدکاظم خان بن محمدحسین خان رحمةالله نیای بزرگش از فرمانروایان معروف در صفحات عراق خاصه کاشان امیری شایان با شان بوده، با تراکمه مکرر محاربه کرده و مظفر آمده، و در دولت ملوک قاجاریه معزز و مکرم می‌زیسته، و محفلش مجمع افاضل و مرجع اکامـل عهد بوده، فرزندانش همه اصحاب کمال و ارباب حال و در عراق و فارس به وزارت و صداقت اختصاص داشته‌اند؛ از آن جمله حاج محمدجعفر سالها در کاشان و اصفهان به امر و نهی می‌پرداخت و میرزا زین‌العابدین در شیراز مستوفی و پیشکار شاهزاده معظم حسین علی میرزا فرمانفرمای سابق بوده و در همگی هنر، خاصه در ترقیم نستعلیق ثانی میرعماد و در اخلاق بی‌مانند.
- در حدیقةالشعرا تألیف سید احمد دیوان بیگی شیرازی آمده است:[۷]

شیبانی کاشانی، اسمش فتح‌الله خان و اصلش از اعراب بنی‌شیبان و اختیار این تخلص از آن است. فتح‌الله خان مردی است با خط و ربط و سلیقه و هوش و علو طبع. ولادتش در سال هزار و دویست و چهل و یک و با این بنده در میزان عمر به یک پایه است. به هر حال او را در شانزده سالگی به خدمت محمد شاه مرحوم بردند. قابلش دید تربیتش نمود و صورت در زمره چاکران مخصوص سلطان عصر که در آن وقت ولایت عهد داشت برقرار شده بود. اما بعد از فتح هرات که دولت انگلیس به مخاصمت ایران برخاست و بالاخره به شرط تخلیه هرات صلح شد، بسیاری حسام‌السلطنه را ترغیب به مخالفت دولت و عدم تخلیه هرات کردند. اصرار فتح‌اللّه خان بیشتر بود؛ ولی حسام‌السلطنه تمکین نکرده، تخلیه کرد. فتح‌الله خان، به قهر این که چرا حسام‌السلطنه سخن مرا نشنود، از رکاب تخلف نمود و از بعض اولیای دولت هم متوهم و خایف بود، تا آنگاه که حسام‌السلطنه به طهران برگشت و باز اسباب مراجعتش به وطن فراهم گشته معاودت نمود و در حسین آباد ملک خودکه آخر خاک کاشان و اول خاک نطنز است با لباس فقر برآسود؛ ولی سلطنت باطنی داشت و روزگار را به فراغت می‌گذاشت و اوقات را صرف آبادی ملک و مزارع و عمارات می‌کرد تا حسام‌السلطنه کرة بعد کرار، در هزار و دویست و هشتاد ونه به حکومت خراسان رفت. آسودگی و عیش را بگذاشت و طریق خراسان برداشت. کما فی‌السابق به دبیری خاص به علاوه حکومت شهر مشهد برقرار شد. تا آن وقت که معزول شدند. باز بر سر پیشه خود رفت و به حسین‌آباد آسوده نشست و تاکنون که سال هزار و دویست و نود و پنج است در آن محل آسوده و آرام است.
- هرمان اته در تاریخ ادبیات فارسی نیز دربارهٔ وی چنین نقل کرده‌است:[۸]

و یکی از هوشمندان راستین، که توان گفت نمایندهی مسلک بدبینی است و این روحیهی او از بدبینی هوای محیط اروپایی استنشاق شده، همانا ابونصر فتح‌الله شیبانی کاشانی است. در اشعار او یک نوع لحن اعتراض و اعتزال مشهود است، که در دل نفوذ می‌کند و اساس آن از طالع غمانگیز خود شاعر است. این شاعر (۱۳۰۹ ه. ق) درگذشت و اینکه آیا سبک او قادر خواهد بود، در صنعت شعر فارسی روحی تازه بدمد یا نه، متوقف به زمان است.
- در المآثر و الآثار:[۹]

«ابو نصر فتح‌الله خان شیبانی کاشانی، از سخنوران مشهور این دوران است. نظم و نثر هر دو را استادانه می‌پردازد. رساله‌های چند از آن سخن سنج دانشمند به نظر رسیده و بعضی مطبوع افتاده،
- دکتر قاسم غنی دربارهٔ فتح‌الله خان شیبانی می‌نویسد:[۱۰]

«... در نظم فارسی هم عده‌ای از شعرای بزرگ پیدا شدند که سبک قدما را تجدید کرده نهضت تجدد ادبی به وجود آوردند یکی از بزرگان این نهضت تجدد مرحوم ابونصر فتح‌الله خان شیبانی است که مجدد سبک قدمای شعرای خراسان است. فتح‌الله خان شیبانی از نجبای کاشان از طرف مادر غفاری و از طرف پدر شیبانی است تولد او در حدود سنه ۱۲۴۰ و فوتش در سال ۱۳۰۸ قمری، مدفنش در کوچه شیبانی خیابان امیریه تهران در مقبره‌ای مخصوص است که خود آن مرحوم بنا کرده است. شیبانی از اواخر سلطنت محمد شاه تا اواخر سلطنت ناصرالدین شاه، مدت پنجاه سال شعر گفته است و چنانچه در قصیده‌ای که در مدح محمد شاه سروده، متذکر است در سن هفده سالگی شاعر بوده است:
| هنوز سالم از هفت و ده بگذشته است |  | سخن به مدح تو بگذاشتم به هفت اورنگ |

شیبانی از شعرای دوره سامانیان و غزنویان پیروی کرده است و بیشتر اشعارش به سبک رودکی و فرخی است. مخصوصاً در حماسه سرایی طبع سرشار و بلندی داشته است. دیوان شیبانی آنچه فعلاً موجود است قریب بیست هزار شعر قصیده، غزل، رباعی، قطعه و دو بیتی دارد و شاید قسمت دیگری در خانواده شیبانی یا نزد اشخاص دیگر باشد که هنوز جمع نشده ... شیبانی تألیفات نثری از قبیل: بیانات شیبانی و مقالات و درج درر و غیره دارد که بسیار پسندیده و شیواست. از ممیزات مرحوم شیبانی اضافه بر جنبه لفظ و حسن سبک و زیبایی گفتار جنبه معانی است و مخصوصاً از خصوصیات او یکی نقادی صریح از اوضاع و احوال برآشفته دربار ناصرالدین شاه و فساد ارکان و رجال دولت که بدبختی و سرگردانی مردم و تزلزل اساس ملیت و امثال آن است که تاکنون چه از شعرای سلف و چه از شعرای دوره نهضت تجدد ادبی کسی به این صراحت سخن نرانده و من باب مثال بعضی از اشعار او را که ناظر به این معنی است ذیلاً نقل می‌کنیم:
| یار پریشان و زلف یار پریشان       |  | شهر پریشان و شهریار پریشان    |
| روز پریشان تر از شب است شب از روز |  | گویی گشته است روزگار پریشان   |
| خاطر مجموع کافیان در شاه          |  | هست تو گویی چو زلف یار پریشان |
| کار زمانه چو گشت درهم و برهم      |  | مردم کارند، گاه کار پریشان    |

وقتی سلطان مراد میرزای حسام‌السلطنه برای تسخیر هرات می‌رفته است شیبانی را در تربت جام دیده و او را همراه خود به هرات می‌برد؛ قصیده‌ای در این خصوص دارد که مطلع آن این است:
| چون دور کرد بختم از تخت شهریار |  | یک چند خیره‌سار دویدم به هر دیار... |